# エルダル・ガスモフ
エルダル・ガスモフ（アゼルバイジャン語:Eldar Qasımov / Eldar Gasimov、1989年6月4日 - ）は、アゼルバイジャンの歌手である。ニガル・ジャマルとともにアゼルバイジャン代表としてユーロビジョン・ソング・コンテスト2011に出場する。

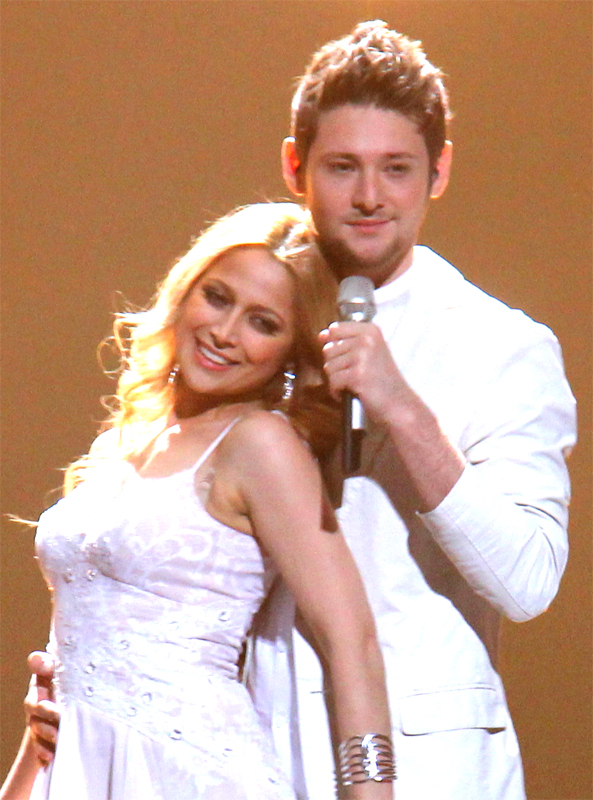
エルダル・ガスモフ（右）とニガル・ジャマル（左）

## 来歴
アゼルバイジャンの俳優アッバス・ミルザ・シャリフザデ（Abbas Mirza Sharifzadeh）と女優マルズィイヤ・ダヴドヴァ（Marziyya Davudova）のひ孫として生まれた。幼少のころより歌唱を始め、アゼルバイジャンやロシアで多数のコンサートに参加してきた。2001年から2005年まで、プロの音楽指導を受け、ピアノを学んだ。バクー・スラヴ語大学（Baku Slavic University）にて国際関係と地域研究論を専攻し、卒業した。2010年から同大学の大学院課程にて国際関係を学んでいる。母語のアゼルバイジャン語に加え、ロシア語、英語、ドイツ語を話す。

## ユーロビジョン・ソング・コンテスト2011
ユーロビジョン・ソング・コンテスト2011のアゼルバイジャン代表選考「ミルリ・セチム・トゥル2011（Milli Seçim Turu 2011）」に参加した。準決勝ではイルガラ・イブラヒモヴァに次ぐ2位で決勝に進み、2011年2月11日の決勝ではニガル・ジャマルとともに優勝を果たし、アゼルバイジャン代表に選ばれた。2人は「Ell & Nikki」の名義でアゼルバイジャン代表として、2011年5月にドイツのデュッセルドルフで行われるユーロビジョン・ソング・コンテスト2011に出場し、「Running Scared」を歌う。